# Allied Telesis
Allied Telesis é uma empresa de Telecomunicações também conhecida por Allied Telesyn. Possui matriz no Japão, com filial nos Estados Unidos da América localizada em Bothell, Washington. Fundado em 1987, a empresa fornece serviço de segurança em redes Ethernet/IP, soluções de acesso e é um líder na indústria em redes Triple play sobre cobre e fibra ótica.

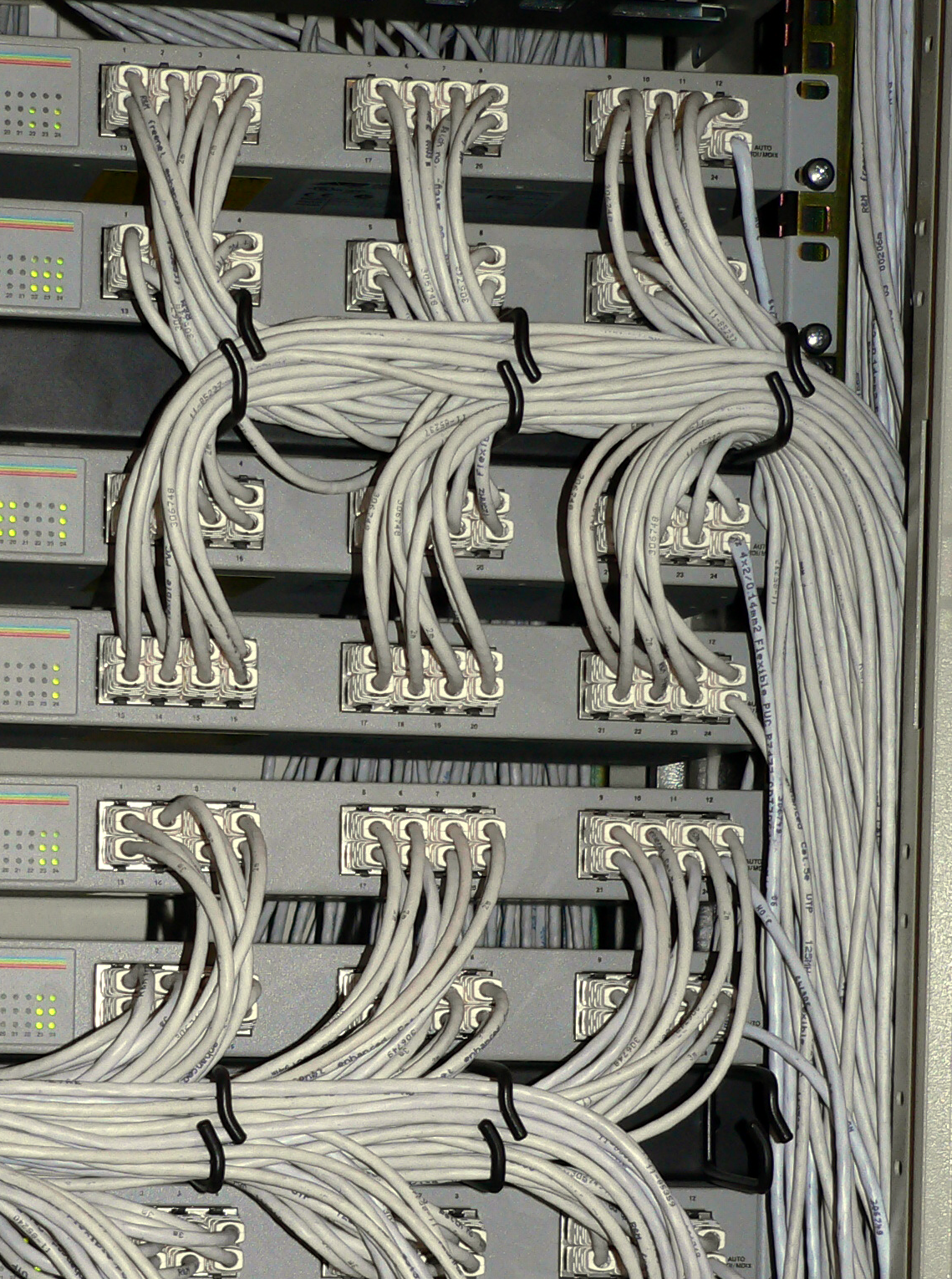
Switch Allied Telesis

De acordo com um relatório da Dell Oro Group, Allied Telesis foi o 4 maior fornecedor de dispositivos para rede Fast Ethernet no quarto quadrimestre em 2005.